# 페리스코프

페리스코프(Periscope)는 케이본 베익포어와 조 번스타인이 개발한 iOS 및 안드로이드용 라이브 비디오 스트리밍 앱으로, 트위터가 회사를 인수하여 2015년 3월 26일 출시하였다.

## 역사
베익포어와 번스타인은 2013년 해외를 여행하며 페리스코프에 대한 아이디어를 생각해냈다. 베익포어는 탁심 광장에서 시위가 일어났을 때 이스탄불에 있었다. 그는 그곳에서 무슨 일이 있어났는지 보기를 원하여 트위터에 의지했고, 시위에 대해서 읽었지만 그것을 실제로 보지는 못하였다.
그들은 2014년 2월 바운티(Bounty)라는 이름의 회사를 설립하고, 같은 해 4월 파운더 콜렉티브, 스콧 벨스키, 매버런, 구글 벤처스, 멘로 벤처스, 베세머, 스탠포드 - 스타트 X, 샘 섕크먼로부터 150만 달러 이상을 조달 받았다.
페리스코프는 제품을 출시하기 이전인 2015년 1월 트위터에 인수되었다. 인수에 필요한 투자 금액에 대한 추측은 5천만 달러, 또는 7천 5백만 달러에서 1억 달러 사이 등으로, 인수에 든 비용이 크지 않을 것이라고 추측한 사람도 있다.
경쟁 비디오 스트리밍 앱 미어캣이 사우스 바이 사우스웨스트 2015에서 큰 인기를 끈 후인 3월 13일, 페리스코프가 공식 인수 발표를 트윗하였고 트위터 CEO 딕 코스톨로가 이를 리트윗하였다. 미어캣은 사우스 바이 사우스웨스트 축제가 시작되자 트위터의 소셜 그래프 접근이 차단되었다.
페리스코프는 2015년 3월 26일 iOS용으로 출시되었으며,. 2개월 후인 2015년 5월 26일, 안드로이드용도 출시되었다.
2015년 8월 12일, 페리스코프는 출시 4개월만에 천만 계정을 돌파하였다고 발표하였다. 이와 동시에 회사는 실시간 시청 영상을 모두 합하면 사용자들이 "매일 40년" 분량의 영상을 보는 셈이라고 밝혔다. 2015년 12월 9일, 애플은 페리스코프를 아이폰 올해의 앱으로 선정하였다. 2016년 1월 26일, 회사는 사용자가 고프로를 통해 스트림 라이브를 할 수 있도록 허용하는 업데이트를 공개하였다.